# New Naturalist
New Naturalist Library, communément appelée The New Naturalist et parfois The New Naturalists, est une série de livres publiée par Collins au Royaume-Uni, sur divers sujets d'histoire naturelle. Leur cadre est habituellement les îles Britanniques voire l'Irlande. Le but de la série était à sa création ainsi énoncé : « intéresser le grand public à la nature en Grande-Bretagne, en retrouvant le sens de la curiosité des vieux naturalistes. ». La préface d'une monographie parue en 1952 précise que « un objectif de la série New Naturalist est la reconnaissance de la diversité de l'histoire naturelle britannique, et l'encouragement de travaux originaux sur ses aspects oubliés ou négligés. ».
Le premier volume a paru en 1945 : Butterflies, d'E.B. Ford, consacré aux papillons diurnes. 
Les auteurs de cette série sont généralement d'éminents experts, souvent des scientifiques professionnels. Cela donne à la collection une grande autorité. Les livres sont écrits dans un style scientifique mais ils sont destinés à être lisibles par les non spécialistes, dans un souci de vulgarisation.
Les livres de la série ont eu une influence considérable sur de nombreux étudiants qui sont devenus plus tard des biologistes de renom, tels W.D. Hamilton et Mike Majerus Ce dernier a été inspiré par les ouvrages d’E.B.Ford : Butterflies, déjà mentionné, et Moths, publié en 1954 et qui porte sur les papillons nocturnes. . Lui-même a ajouté deux titres à la série : l'un également consacré aux papillons nocturnes, l'autre aux coccinelles.
Parallèlement, une série connue sous le nom de New Naturalist Monograph Library (souvent appelée The New Naturalist Special Volumes) a également été publiée. Son objectif était d'étudier plus en détail une espèce ou un groupe d'espèces. Le premier volume de cette collection qui en compte vingt-deux a été publié en 1948, le dernier en 1971.
Publié en 1995, le n°82 de la série principale, The New Naturalists, décrit la série à la date de sa parution, avec des biographies des auteurs et un guide pour la collection de ses livres. Il a été mis à jour en 2005.
Le comité de rédaction était à l'origine composé de Julian Huxley, James Fisher, Dudley Stamp, John Gilmour et Eric Hosking. Jusqu'en 1985, les illustrations très caractéristiques de la jaquette étaient signées Rosemary et Clifford Ellis ; depuis, elles sont l’œuvre de Robert Gillmor .
Les volumes de The New Naturalist sont souvent très recherchés par les collectionneurs et atteignent des prix élevés, en particulier ceux dont le tirage a été le plus faible. Le 100e volume, Woodlands d'Oliver Rackham, a paru en 2006. Cet ouvrage a également fait l'objet d'une édition de luxe, limitée à 100 exemplaires. HarperCollins continue de produire un nombre limité d'éditions reliées cuir de tous les volumes depuis Dragonflies, qui porte le numéro 106.
La série a remporté le British Book Design and Production Award en 2007.
Vers 1990, Bloomsbury a produit une série d'éditions en fac-similé nettement moins coûteuses, sous forme de livres cartonnés, avec un nouveau design des jaquettes. L'usage du noir et blanc pour les illustrations y est privilégié.
Les volumes de The New Naturalist n'ont pas fait l'objet d'une entreprise de traduction en français, malgré leur succès outre-Manche. Il est vrai que leur périmètre géographique reste principalement limité à la Grande-Bretagne.

## Série principale
| Number | Title                                        | Author(s)                                                       | Editions                                                               | Bloomsbury Edition |
| ------ | -------------------------------------------- | --------------------------------------------------------------- | ---------------------------------------------------------------------- | ------------------ |
| 1      | Butterflies                                  | E. B. Ford                                                      | 1945, 1946, 1957, 1977                                                 | 1990               |
| 2      | British Game                                 | Brian Vesey-Fitzgerald                                          | 1946                                                                   |                    |
| 3      | London's Natural History                     | R. S. R. Fitter                                                 | 1945                                                                   | 1990               |
| 4      | Britain's Structure and Scenery              | L. Dudley Stamp                                                 | 1946, 1947, 1949, 1955, 1960, 1967                                     |                    |
| 5      | Wild Flowers                                 | John Gilmour et Max Walters                                     | 1954, 1955, 1962, 1969, 1973                                           | 1990               |
| 6a     | Natural History in the Highlands and Islands | F. Fraser Darling                                               | 1947                                                                   |                    |
| 6b     | The Highlands and Islands                    | F. Fraser Darling et John Morton Boyd                           | 1964, 1973                                                             | 1989               |
| 7      | Mushrooms and Toadstools                     | John Ramsbottom                                                 | 1953                                                                   | 1989               |
| 8      | Insect Natural History                       | A. D. Imms                                                      | 1947, 1956, 1971                                                       | 1990               |
| 9      | A Country Parish                             | A. W. Boyd                                                      | 1951                                                                   |                    |
| 10     | British Plant Life                           | W. B. Turrill                                                   | 1948, 1958, 1962                                                       | 1989               |
| 11     | Mountains and Moorlands                      | W. H. Pearsall                                                  | 1950                                                                   | 1989               |
| 12     | The Sea Shore                                | C. M. Yonge                                                     | 1949, 1966                                                             | 1990               |
| 13     | Snowdonia                                    | F. J. North, B. Campbell et R. Scott                            | 1949                                                                   |                    |
| 14     | The Art of Botanical Illustration            | Wilfrid Blunt                                                   | 1950                                                                   |                    |
| 15     | Life in Lakes and Rivers                     | T. T. Macan et E. B. Worthington                                | 1951, 1968, 1974                                                       | 1990               |
| 16     | Wild Flowers of Chalk and Limestone          | J. E. Lousley                                                   | 1950, 1969                                                             | 1989               |
| 17     | Birds and Men                                | Max Nicholson                                                   | 1951                                                                   | 1990               |
| 18a    | A Nat. Hist. of Man in Britain               | H. J. Fleure                                                    | 1951                                                                   |                    |
| 18b    | A Natural History of Man in Britain          | H. J. Fleure et Margaret Davies                                 | 1970                                                                   | 1989               |
| 19     | Wild Orchids of Britain                      | V. S. Summerhayes                                               | 1951, 1968                                                             |                    |
| 20     | The British Amphibians and Reptiles          | Malcolm Smith                                                   | 1951, 1954, 1964, 1969, 1972                                           |                    |
| 21     | British Mammals                              | L. Harrison Matthews                                            | 1952, 1968                                                             | 1989               |
| 22     | Climate and the British Scene                | Gordon Manley                                                   | 1952                                                                   |                    |
| 23     | An Angler's Entomology                       | J. R. Harris                                                    | 1952, 1956                                                             | 1990               |
| 24     | Flowers of the Coast                         | Ian Hepburn                                                     | 1952                                                                   |                    |
| 25     | The Sea Coast                                | J. A. Steers                                                    | 1953, 1954, 1962, 1969                                                 |                    |
| 26     | The Weald                                    | S. W. Wooldridge et F. Goldring                                 | 1953                                                                   |                    |
| 27     | Dartmoor                                     | L. A. Harvey et D. St Leger-Gordon                              | 1953, 1962                                                             |                    |
| 28     | Sea-Birds                                    | James Fisher et R. M. Lockley                                   | 1954                                                                   | 1989               |
| 29     | The World of the Honeybee                    | Colin G. Butler                                                 | 1954                                                                   |                    |
| 30     | Moths                                        | E.B. Ford                                                       | 1954, 1967, 1972                                                       |                    |
| 31     | Man and the Land                             | L. Dudley Stamp                                                 | 1955, 1964, 1969                                                       |                    |
| 32     | Trees, Woods and Man                         | H. L. Edlin                                                     | 1956, 1966, 1970                                                       |                    |
| 33     | Mountain Flowers                             | John Raven et Max Walters                                       | 1956                                                                   |                    |
| 34     | The Open Sea: The World of Plankton          | Alister Hardy                                                   | 1956, 1970                                                             |                    |
| 35     | The World of the Soil                        | Sir E. John Russell                                             | 1957, 1959, 1963, 1967, 1971                                           |                    |
| 36     | Insect Migration                             | C.B. Williams                                                   | 1958, 1965                                                             |                    |
| 37     | The Open Sea: Fish & Fisheries               | Alister Hardy                                                   | 1959, 1964, 1970                                                       |                    |
| 38     | The World of Spiders                         | W. S. Bristowe                                                  | 1958                                                                   |                    |
| 39     | The Folklore of Birds                        | Edward A. Armstrong                                             | 1958                                                                   |                    |
| 40     | Bumblebees                                   | John B. Free et C.G. Butler                                     | 1959                                                                   |                    |
| 41     | Dragonflies                                  | Philip S. Corbet, Cynthia Longfield et N. W. Moore              | 1960                                                                   |                    |
| 42     | Fossils                                      | H. H. Swinnerton                                                | 1960                                                                   | 1989               |
| 43     | Weeds and Aliens                             | Sir Edward Salisbury                                            | 1961, 1964                                                             |                    |
| 44     | The Peak District                            | K. C. Edwards                                                   | 1962, 1974                                                             | 1990               |
| 45     | The Common Lands of England and Wales        | W. G. Hoskins et L. Dudley Stamp                                | 1963                                                                   |                    |
| 46     | The Broads                                   | A.E. Ellis                                                      | 1965                                                                   |                    |
| 47     | The Snowdonia National Park                  | W. M. Condry                                                    | 1966, 1967                                                             |                    |
| 48     | Grass and Grassland                          | Ian Moore                                                       | 1966                                                                   |                    |
| 49     | Nature Conservation in Britain               | L. Dudley Stamp                                                 | 1969, 1974                                                             |                    |
| 50     | Pesticides and Pollution                     | Kenneth Mellanby                                                | 1967, 1970                                                             |                    |
| 51     | Man and Birds                                | R. K. Murton                                                    | 1971                                                                   |                    |
| 52     | Woodland Birds                               | Eric Simms                                                      | 1971                                                                   | 1990               |
| 53     | The Lake District                            | W. H. Pearsall et W. Pennington                                 | 1973                                                                   | 1989               |
| 54     | The Pollination of Flowers                   | Michael Proctor (botanist) et Peter Yeo (botanist)              | 1973                                                                   |                    |
| 55     | Finches                                      | Ian Newton                                                      | 1972                                                                   |                    |
| 56     | Pedigree: Words from Nature                  | Stephen Potter (biologist) et Laurens Sargent                   | 1973                                                                   |                    |
| 57     | British Seals                                | H. R. Hewer                                                     | 1974                                                                   |                    |
| 58     | Hedges                                       | E. Pollard, M. D. Hooper et Norman W. Moore                     | 1974                                                                   |                    |
| 59     | Ants                                         | M. V. Brian                                                     | 1977                                                                   |                    |
| 60     | British Birds of Prey                        | Leslie H. Brown                                                 | 1976                                                                   | 1989               |
| 61     | Inheritance and Natural History              | R. J. Berry                                                     | 1977                                                                   | 1990               |
| 62     | British Tits                                 | Chris Perrins                                                   | 1979                                                                   |                    |
| 63     | British Thrushes                             | Eric Simms                                                      | 1978                                                                   |                    |
| 64     | The Natural History of Shetland              | R. J. Berry                                                     | 1980                                                                   |                    |
| 65     | Waders                                       | W. G. Hale (biologist)                                          | 1980                                                                   |                    |
| 66     | The Natural History of Wales                 | William M. Condry                                               | 1982                                                                   | 1990               |
| 67     | Farming and Wildlife                         | Kenneth Mellanby                                                | 1981                                                                   |                    |
| 68     | Mammals in the British Isles                 | L. Harrison Matthews                                            | 1982                                                                   |                    |
| 69     | Reptiles and Amphibians in Britain           | Deryk Frazer                                                    | 1983                                                                   | 1989               |
| 70     | The Natural History of Orkney                | R. J. Berry                                                     | 1985                                                                   |                    |
| 71     | British Warblers                             | Eric Simms                                                      | 1985                                                                   |                    |
| 72     | Heathlands                                   | Nigel Webb                                                      | 1986                                                                   |                    |
| 73     | The New Forest                               | Colin R. Tubbs                                                  | 1986                                                                   |                    |
| 74     | Ferns                                        | Christopher N. Page                                             | 1988                                                                   |                    |
| 75     | Freshwater Fishes                            | P. S. Maitland et R. N. Campbell                                | 1992                                                                   |                    |
| 76     | The Hebrides                                 | J. M. Boyd and I. L. Boyd                                       | 1990                                                                   |                    |
| 77     | The Soil                                     | B. Davis, N. Walker, D. F. Ball et A. Fitter                    | 1992                                                                   |                    |
| 78     | British Larks, Pipits and Wagtails           | Eric Simms                                                      | 1992                                                                   |                    |
| 79     | Caves and Cave Life                          | Philip Chapman                                                  | 1993                                                                   |                    |
| 80     | Wild and Garden Plants                       | Max Walters                                                     | 1993                                                                   |                    |
| 81     | Ladybirds                                    | Mike Majerus                                                    | 1994                                                                   |                    |
| 82     | The New Naturalists                          | Peter Marren                                                    | 1995 (2nd ed. 2005)                                                    |                    |
| 83     | The Natural History of Pollination           | Michael Proctor (botanist), Peter Yeo (botanist) et Andrew Lack | 1996                                                                   |                    |
| 84     | Ireland                                      | David Cabot                                                     | 1999                                                                   |                    |
| 85     | Plant Disease                                | David Ingram et Noel Robertson                                  | 1999                                                                   |                    |
| 86     | Lichens                                      | Oliver Gilbert                                                  | 2000                                                                   |                    |
| 87     | Amphibians & Reptiles                        | Trevor Beebee et Richard Griffiths (naturalist)                 | 2000                                                                   |                    |
| 88     | Loch Lomondside                              | John Mitchell                                                   | 05/03/2001 (ISBN 978-0-00-220145-2) (HB) (ISBN 978-0-00-220146-9) (PB) |                    |
| 89     | The Broads                                   | Brian Moss                                                      | 05/11/2001 (ISBN 978-0-00-220163-6) (HB) (ISBN 978-0-00-712410-7) (PB) |                    |
| 90     | Moths                                        | Mike Majerus                                                    | 04/02/2002 (ISBN 978-0-00-220141-4) (HB) (ISBN 978-0-00-220142-1) (PB) |                    |
| 91     | Nature Conservation                          | Peter Marren                                                    | 07-05-2002 (ISBN 0-00-711305-6) (HB) (ISBN 978-0-00-711306-4) (PB)     |                    |
| 92     | Lakeland                                     | Derek Ratcliffe                                                 | 07/10/2002 (ISBN 978-0-00-711303-3) (HB) (ISBN 978-0-00-711304-0) (PB) |                    |
| 93     | British Bats                                 | John Altringham                                                 | 03/03/2003 (ISBN 978-0-00-220140-7) (HB) (ISBN 978-0-00-220147-6) (PB) |                    |
| 94     | A Natural History of the Seashore            | Peter Hayward (naturalist)                                      | 05/03/2004 (ISBN 978-0-00-220030-1) (HB) (ISBN 978-0-00-220031-8) (PB) |                    |
| 95     | Northumberland                               | Angus Lunn                                                      | 04/10/2004 (ISBN 978-0-00-718484-2) (HB) (ISBN 978-0-00-718483-5) (PB) |                    |
| 96     | Fungi                                        | Brian Spooner (mycologist) et Peter Roberts                     | 06/06/2005 (ISBN 978-0-00-220152-0) (HB) (ISBN 978-0-00-220153-7) (PB) |                    |
| 97     | Mosses and Liverworts                        | Ron Porley and Nick Hodgetts                                    | 05/09/2005 (ISBN 978-0-00-220212-1) (HB) (ISBN 978-0-00-717400-3) (PB) |                    |
| 98     | Bumblebees                                   | Ted Benton                                                      | 06/03/2006 (ISBN 978-0-00-717450-8) (HB) (ISBN 978-0-00-717451-5) (PB) |                    |
| 99     | Gower                                        | Jonathan Mullard                                                | 02/05/2006 (ISBN 978-0-00-716067-9) (HB) (ISBN 978-0-00-716066-2) (PB) |                    |
| 100    | Woodlands                                    | Oliver Rackham                                                  | 04/09/2006 (ISBN 0-00-720243-1) (HB) (ISBN 978-0-00-720244-7) (PB)     |                    |
| 101    | Galloway and the Borders                     | Derek Ratcliffe                                                 | 03/01/2007 (ISBN 0-00-717401-2) (HB) (ISBN 978-0-00-717402-7) (PB)     |                    |
| 102    | Garden Natural History                       | Stefan Buczacki                                                 | 01/05/2007 (ISBN 0-00-713993-4) (HB) (ISBN 978-0-00-713994-1) (PB)     |                    |
| 103    | The Isles of Scilly                          | Rosemary Parslow                                                | 06/08/2007 (ISBN 978-0-00-220150-6)(HB) (ISBN 978-0-00-220151-3) (PB)  |                    |
| 104    | A History of Ornithology                     | Peter Bircham                                                   | 04/10/2007 (ISBN 978-0-00-719969-3) (HB) (ISBN 978-0-00-719970-9) (PB) |                    |
| 105    | Wye Valley                                   | George Peterken                                                 | 04/02/2008 (ISBN 978-0-00-716069-3) (HB) (ISBN 978-0-00-716069-3) (PB) |                    |
| 106    | Dragonflies                                  | Philip Corbet et Stephen Brooks                                 | 1 May 2008 (ISBN 978-0-00-715168-4) (HB) (ISBN 978-0-00-715169-1) (PB) |                    |
| 107    | Grouse                                       | Adam Watson and Robert Moss (naturalist)                        | 01/09/2008 (ISBN 978-0-00-715097-7) (HB) (ISBN 978-0-00-715098-4) (PB) |                    |
| 108    | Southern England                             | Peter Friend                                                    | 03/11/2008 (ISBN 978-0-00-724742-4) (HB) (ISBN 978-0-00-724743-1) (PB) |                    |
| 109    | Islands                                      | R. J. Berry                                                     | 02/02/2009 (ISBN 978-0-00-726737-8) (HB) (ISBN 978-0-00-726738-5) (PB) |                    |
| 110    | Wildfowl                                     | David Cabot                                                     | 28/05/2009 (ISBN 978-0-00-714658-1) (HB) (ISBN 978-0-00-714659-8) (PB) |                    |
| 111    | Dartmoor                                     | Ian Mercer (naturalist)                                         | 17/09/2009 (ISBN 978-0-00-718499-6) (HB) (ISBN 978-0-00-718500-9) (PB) |                    |
| 112    | Books and Naturalists                        | David Elliston Allen                                            | 04/02/2010 (ISBN 978-0-00-724084-5) (HB) (ISBN 978-0-00-730017-4) (PB) |                    |
| 113    | Bird Migration                               | Ian Newton                                                      | 01/04/2010 (ISBN 978-0-00-730731-9) (HB) (ISBN 978-0-00-730732-6) (PB) |                    |
| 114    | Badger                                       | Timothy J. Roper                                                | 27/05/2010 (ISBN 978-0-00-732041-7)(HB) (ISBN 978-0-00-733977-8) (PB)  |                    |
| 115    | Climate and Weather                          | John Kington                                                    | 02/09/2010 (ISBN 978-0-00-718501-6)(HB) (ISBN 978-0-00-718502-3) (PB)  |                    |
| 116    | Plant Pests                                  | David V. Alford                                                 | 06/01/2011 (ISBN 978-0-00-733849-8)(HB) (ISBN 978-0-00-733848-1)(PB)   |                    |
| 117    | Plant Galls                                  | Margaret Redfern                                                | 28/04/2011 (ISBN 978-0-00-220143-8)(HB) (ISBN 978-0-00-220144-5)(PB)   |                    |
| 118    | Marches                                      | Andrew Allott                                                   | 01/09/2011 (ISBN 978-0-00-724816-2)(HB) (ISBN 978-0-00-724817-9) (PB)  |                    |
| 119    | Scotland                                     | Peter Friend                                                    | 05/01/2012 (ISBN 978-0-00-730956-6)(HB) (ISBN 978-0-00-735906-6) (PB)  |                    |
| 120    | Grasshoppers and Crickets                    | Ted Benton                                                      | 05/06/2012 (ISBN 978-0-00-727723-0)(HB) (ISBN 978-0-00-727724-7)(PB)   |                    |
| 121    | Partridges: Countryside Barometer            | G. R. Potts                                                     | 27/09/2012 (ISBN 978-0-00-741870-1)(HB) (ISBN 978-0-00-741871-8)(PB)   |                    |
| 122    | Vegetation of Britain and Ireland            | Michael Proctor (botanist)                                      | 14/03/2013 (ISBN 978-0-00-220148-3)(HB) (ISBN 978-0-00-220149-0)(PB)   |                    |
| 123    | Terns                                        | David Cabot et Ian Nisbet                                       | 06/06/2013 (ISBN 978-0-00-741247-1)(HB) (ISBN 978-0-00-741248-8) (PB)  |                    |
| 124    | Bird Populations                             | Ian Newton                                                      | 29/08/2013 (ISBN 978-0-00-742953-0)(HB) (ISBN 978-0-00-752798-4)(PB)   |                    |
| 125    | Owls                                         | Mike Toms                                                       | 02/01/2014 (ISBN 978-0-00-742555-6) (HB) (ISBN 978-0-00-742557-0)(PB)  |                    |
| 126    | Brecon Beacons                               | Jonathan Mullard                                                | 08/05/2014 (ISBN 978-0-00-736770-2)(HB) (ISBN 978-0-00-736769-6)(PB)   |                    |
| 127    | Nature in Towns and Cities                   | David Goode                                                     | 09/10/2014 (ISBN 978-0-00-724239-9)(HB) (ISBN 978-0-00-724240-5)(PB)   |                    |
| 128    | Lakes, Loughs and Lochs                      | Brian Moss                                                      | 04/06/2015 (ISBN 978-0-00-751138-9)(HB) (ISBN 978-0-00-751139-6)(PB)   |                    |
| 129    | Alien Plants                                 | Clive A. Stace et Michael J. Crawley                            | 22/10/2015 (ISBN 978-0-00-750215-8)(HB) (ISBN 978-0-00-750214-1)(PB)   |                    |
| 130    | Yorkshire Dales                              | John Lee                                                        | 05/11/2015 (ISBN 978-0-00-750369-8)(HB) (ISBN 978-0-00-7503704)(PB)    |                    |
| 131    | Shallow Seas                                 | Peter Hayward                                                   | 07/04/2016 (ISBN 978-0-00-730729-6)(HB) (ISBN 978-0-00-730730-2)(PB)   |                    |
| 132    | Falcons                                      | Richard Sale                                                    | 30/06/2016 (ISBN 978-0-00-751141-9)(HB) (ISBN 978-0-00-751142-6)(PB)   |                    |
| 133    | Slugs and Snails                             | Robert Cameron                                                  | 15/12/2016 (ISBN 978-0-00-711300-2)(HB) (ISBN 978-0-00-711301-9)(PB)   |                    |
| 134    | Early Humans                                 | Nicholas Ashton                                                 | 18/05/2017 (ISBN 978-0-00-815033-4)(HB) (ISBN 978-0-00-815035-8)(PB)   |                    |
| 135    | Farming and Birds                            | Ian Newton                                                      | 27/07/2017 (ISBN 978-0-00-814789-1)(HB) (ISBN 978-0-00-814790-7)(PB)   |                    |
| 136    | Beetles                                      | Richard Jones                                                   | 25/01/2018 (ISBN 978-0-00-814952-9)(HB) (ISBN 978-0-00-814950-5)(PB)   |                    |
| 137    | Hedgehog                                     | Pat Morris                                                      | 28/06/2018 (ISBN 978-0-00-823570-3)(HB) (ISBN 978-0-00-823573-4)(PB)   |                    |
| 138    | The Burren                                   | David Cabot & Roger Goodwillie                                  | 29/11/2018 (ISBN 978-0-00-818378-3)(HB) (ISBN 978-0-00-818379-0)(PB)   |                    |
| 139    | Gulls                                        | John Coulsen                                                    | 07/03/2019 (ISBN 978-0-00-820142-5)(HB) (ISBN 978-0-00-820143-2)(PB)   |                    |
| 140    | Garden Birds                                 | Mike Toms                                                       | 25/07/2019 (ISBN 978-0-00-816474-4)(HB) (ISBN 978-0-00-816475-1)(PB)   |                    |
| 141    | Pembrokeshire                                | Jonathan Mullard                                                | 30/04/2020 (ISBN 978-0-00-811280-6)(HB) (ISBN 978-0-00-811282-0)(PB)   |                    |
| 142    | Uplands and Birds                            | Ian Newton                                                      | 09/07/2020 (ISBN 978-0-00-829850-0)(HB) (ISBN 978-0-00-829852-4)(PB)   |                    |

## Monographies
| Nombre | Titre                        | Auteur                                  | Éditions   |
| ------ | ---------------------------- | --------------------------------------- | ---------- |
| M01    | The Badger                   | Ernest Neal (biologiste)                | 1948       |
| M02    | The Redstart                 | John Buxton                             | 1950       |
| M03    | The Wren                     | Edward A. Armstrong                     | 1955       |
| M04    | The Yellow Wagtail           | Stuart Smith                            | 1950       |
| M05    | The Greenshank               | Desmond Nethersole-Thompson             | 1951       |
| M06    | The Fulmar                   | James Fisher                            | 1952       |
| M07    | Fleas, Flucks and Cucoos     | Miriam Rothschild et Theresa Clay       | 1952       |
| M08    | Ants                         | Derek Wragge Morley                     | 1953       |
| M09    | The Herring Gull's World     | Niko Tinbergen                          | 1953       |
| M10    | Mumps, Measles and Mosaics   | Kenneth M. Smith et Roy Markham         | 1954       |
| M11    | The Heron                    | Frank A. Lowe                           | 1954       |
| M12    | Squirrels                    | Monica Shorten                          | 1954       |
| M13    | The Rabbit                   | Harry V. Thompson et Alastair N. Worden | 1956       |
| M14    | The Birds of the London Area | Société d'histoire naturelle de Londres | 1957       |
| M15    | The Hawfinch                 | Guy Mountfort                           | 1957       |
| M16    | The Salmon                   | JW Jones (naturaliste)                  | 1959       |
| M17    | Lords and Ladies             | Cecil T. Prime                          | 1960       |
| M18    | Oysters                      | CM Yonge                                | 1960       |
| M19    | The House Sparrow            | JD Summers-Smith                        | 1963, 1967 |
| M20    | The Wood Pigeon              | RK Murton                               | 1965       |
| M21    | The Trout                    | WE Frost et ME Brown                    | 1967       |
| M22    | The Mole                     | Kenneth Mellanby                        | 1971       |